# August Schramm
August („Gustl“) Schramm (auch Augustín Schramm oder Šram; * 2. März 1907 in Horní Růžodol (Ober-Rosenthal) bei Reichenberg, Österreich-Ungarn; † 27. Mai 1948 in Prag) war ein tschechoslowakischer Politiker (KPTsch), sudetendeutscher Herkunft.

## Leben
Schramm, der Sohn eines sozialdemokratischen und später kommunistischen Parteifunktionärs, trat 1927 der Kommunistischen Partei der Tschechoslowakei (KPTsch) bei. Er hatte leitende Funktionen im Kommunistischen Jugendverband inne. Auf dem VI. Parteitag der KPTsch im März 1931 wurde er als dessen Vertreter in das Zentralkomitee der KPTsch gewählt, dem er bis 1938 angehörte. Schramm war als Vertreter des Kommunistischen Jugendverbandes der Tschechoslowakei Mitglied des Exekutivkomitees der Kommunistischen Jugendinternationale. 1936 war er Mitbegründer und Vorsitzender der Volksfrontorganisation der deutschen Jungkommunisten in der Tschechoslowakei, „Deutscher Jugendbund“. Nach dem Münchner Abkommen 1938 war Schramm Mitarbeiter des KPTsch-Komitees für Flüchtlinge und Auswanderer in Prag.
Nach der Besetzung des restlichen Staatsgebietes der Tschechoslowakischen Republik durch die deutsche Wehrmacht im März 1939 zunächst für eine leitenden Funktion im Untergrund vorgesehen, emigrierte Schramm jedoch im selben Jahr in die Sowjetunion. Er arbeitete zunächst im Traktorenwerk von Stalingrad. Schramm besuchte dann die Internationale Lenin-Schule der Komintern in Moskau und arbeitete an den tschechischen Sendungen des Moskauer Rundfunks mit. Er trat in die Rote Armee ein, in der er bis zum Rang eines Majors aufstieg.
Ab Juni 1944 wirkte er im Auftrag des Auslandsbüros der KPTsch als Politkommissar in der Ausbildungseinrichtung für Partisanenorganisatoren beim Ukrainischen Stab der Partisanenbewegung in Kiew, später als Vertreter der KPTsch im Stab der Partisanenbewegung beim Kriegsrat der 1. Ukrainischen Front und dann der 4. Ukrainischen Front. 1944 war er für die auf dem Gebiet der Tschechoslowakei agierenden Partisanengruppen zuständig.
1945 kehrte Schramm nach Prag zurück und leitete ab 1946 die Partisanen- und Untergrundabteilung des ZK der KPTsch. Er war darüber hinaus ein wichtiger Mitarbeiter des sowjetischen Nachrichtendienstes (NKWD). Schramm war zudem Sekretär des Svaz národní revoluce (dt. Bund für nationale Revolution) und Vorstandsmitglied des von ihm mitbegründeten Svaz českých partyzánů (dt. Bund tschechischer Partisanen). Er war 1948 aktiv am Februarumsturz beteiligt. Schramms Name wird verschiedentlich mit dem plötzlichen Tod des tschechoslowakischen Außenministers Jan Masaryk am 10. März 1948 (sog. Dritter Prager Fenstersturz) in Verbindung gebracht.
Im Mai 1948 wurde Schramm Opfer eines Mordanschlags. Er wurde am Morgen des 27. Mai 1948 in seiner Wohnung im Prager Stadtteil Vinohrady erschossen. Die Tat wurde dem tschechoslowakischen Exil angelastet. Als Täter wurde der 23-jährige Student Miloslav Choc, der illegal aus dem Exil in Regensburg in die Tschechoslowakei zurückgekehrt war, am 25. November 1948 zum Tode verurteilt. Das Urteil wurde am 16. Februar 1949 vollstreckt.